# Superior general de la Congregación de la Pasión

Escudo de la Congregación de la Pasión.

El superior general de la Congregación de la Pasión tiene su jurisdicción ordinaria y se ejerce bajo el derecho canónico y tiene derecho particular y plenipotenciario de todas las provincias, viceprovincias, vicariatos regionales, casas, religiosa, bienes de la Congregación y parroquias.
El superior general es elegido por seis años y puede ser reelegido inmediatamente sólo una vez.
La principal de tarea del superior general es asegurar la aplicación de la ley universal de la Iglesia en todos los religiosos, la imposición de las constituciones y reglas de San Pablo de la Cruz y las decisiones del Capítulo General , en la fidelidad a la autoridad de la Iglesia. También debe promover el desarrollo de los medios adecuados lo espiritual , doctrinal y culturales de la Congregación.

## Lista de Superiores
| Superior                      | Lapso                                            |
| ----------------------------- | ------------------------------------------------ |
| San Pablo de la Cruz          | (1741-1775)                                      |
| Juan Bautista Gorresio        | (1775-1778 Vice-general) / (1778-1784/1790-1796) |
| Juan María Cioni              | (1784-1790)                                      |
| José María Claris             | (1796-1809)                                      |
| Tomas Albesano                | (1809-1820)                                      |
| Pablo Luis Pighi              | (1820-1827)                                      |
| Antonio Colombo               | (1827-1839)                                      |
| Antonio Testa                 | (1839-1862)                                      |
| Pedro Pablo Cayro             | (1863-1869)                                      |
| Domingo Giacchini             | (1869-1875)                                      |
| Bernardo Prelini              | (1875-1878)                                      |
| Beato Bernardo Silvestrelli   | (1878-1889/1893-1907)                            |
| Francisco Xavier Del Principe | (1889-1890 Vice-general), (1890-1892)            |
| Jeremias Angelucci            | (1908-1914)                                      |
| Silvio Di Vezza               | (1914-1926)                                      |
| Leon Kierkels                 | (1926-1931)                                      |
| Tito Finocchi                 | (1931-1937)                                      |
| Tito Cerroni                  | (1937-1946)                                      |
| Alberto Deane                 | (1946-1952)                                      |
| Miguel La Velle               | (1952-1964)                                      |
| Siervo de Dios Teodoro Foley  | (1964-1974)                                      |
| Sebastian Camera              | (1974-1976) Vice-general                         |
| Pablo Miguel Boyle            | (1976-1988)                                      |
| José Agustín Orbegozo Jauregi | (1988-2000)                                      |
| Octavio D'Egidio              | (2000-2012)                                      |
| Joaquin Rego                  | (2012- 2024)                                     |

Giuseppe Adobati (2024 - )